# Uładzimir Michasiou
Uładzimir Ilicz Michasiou (biał. Уладзімір Ільіч Міхасёў, ros. Владимир Ильич Михасёв, Władimir Iljicz Michasiow; ur. 14 października 1949 w Sosnówce w rejonie szkłowskim) – białoruski polityk, w latach 2008–2012 deputowany do Izby Reprezentantów Zgromadzenia Narodowego Republiki Białorusi IV kadencji.

## Życiorys
Urodził się 14 października 1949 roku we wsi Sosnówka, w rejonie szkłowskim obwodu mohylewskiego Białoruskiej SRR, ZSRR. Ukończył budownictwo przemysłowe i cywilne w Białoruskim Instytucie Inżynierów Transportu Kolejowego i ekonomię polityczną w Mińskiej Wyższej Szkole Partyjnej. Pracę rozpoczął jako mistrz pociągu budowlano-montażowego Nr 105 w przedsiębiorstwie „Kaztransstroj”, w mieście Murom w Rosyjskiej FSRR. Odbył służbę wojskową w szeregach Armii Radzieckiej. Następnie pracował jako mistrz Zarządu Kompletowania Wytwórczo-Technologicznego, mistrz, majster Zarządu Budowlanego Nr 139, starszy majster Zarządu Budowlanego Nr 61 Przedsiębiorstwa Budowlanego Nr 10 w Homlu, starszy majster Zarządu Kompletowania Wytwórczo-Technologicznego w Budowlano-Montażowego Zjednoczenia „Gomielpromstroj”, kierownik Wydziału Gospodarki Komunalnej Homelskiego Miejskiego Komitetu Wykonawczego, główny inżynier Zarządu Gospodarki Mieszkaniowo-Komunalnej Homelskiego Miejskiego Komitetu Wykonawczego, zastępca kierownika Produkcyjnego Zarządu Gospodarki Mieszkaniowo-Komunalnej Obwodu Homelskiego, zastępca przewodniczącego Homelskiego Miejskiego Komitetu Wykonawczego, kierownik Zarządu Gospodarki Mieszkaniowo-Komunalnej Homelskiego Obwodowego Komitetu Wykonawczego.
27 października 2008 roku został deputowanym do Izby Reprezentantów Zgromadzenia Narodowego Republiki Białorusi IV kadencji z Rohaczowskiego Okręgu Wyborczego Nr 45. Pełnił w niej funkcję zastępcy przewodniczącego Stałej Komisji ds. Polityki Mieszkaniowej, Budownictwa, Handlu i Prywatyzacji. Od 13 listopada 2008 roku był członkiem Narodowej Grupy Republiki Białorusi w Unii Międzyparlamentarnej.

## Udział w fałszerstwach wyborczych
W czasie wyborów prezydenckich w grudniu 2010 roku Uładzimir Michasiou pełnił funkcję przewodniczącego Homelskiej Terytorialnej Komisji Wyborczej. Za domniemany udział w fałszowaniu wyników wyborów, 2 lutego 2011 roku otrzymał zakaz wjazdu na terytorium Unii Europejskiej.

## Odznaczenia
- Honorowy tytuł „Zasłużony Pracownik Sektora Usług Republiki Białorusi”;
- Gramota Pochwalna Prezydium Rady Najwyższej Republiki Białorusi;
- Gramota Pochwalna Rady Ministrów Republiki Białorusi[1].